# غويانا اسيكيبا

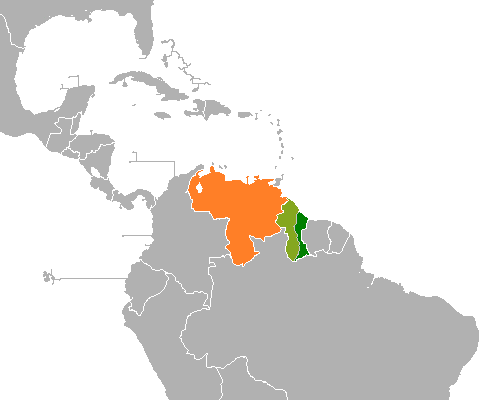

غويانا اسيكيبا هي مقاطعة تحت سيطرة وإدارة غويانا على الرغم من مطالبة فنزويلا بها. في بادئ الأمر، كانت ضمن إقليم غرناطة الجديد والقيادة العامة لفنزويلا من قبل إسبانيا، لكنها شُمِلت لاحقًا ضمن إيسيكسبو من قبل هولندا وفي غيانا البريطانية من قبل المملكة المتحدة. في الأصل، كانت بعض أجزاء فنزويلا الشرقية حاليًا ضمن المنطقة المتنازع عليها. قسَّم الجزء الخاضع لإدارة غيانا حاليًا المنطقة إلى ست مناطق إدارية وهي كما يلي: (باريما وايني وكويوني مازاروني وبوميرون سوبينام وبوتارو سيباروني وآبر تاكوتو آبر إيسيكيبو وإيسيكيبو آيلندز ويست ديميرارا). تتعامل فنزويلا معها بكونها كيانًا منفردًا (غويانا إيسيكيبا أو «زونا آن ريكلاميسيون»). تبلغ مساحة هذه المقاطعة 159,500 كلم2 (61,600 ميل مربع)، وتعتبر موضع نزاع حدودي طويل الأمد ورثته عن القوى الاستعمارية وازداد تعقيدًا إثر استقلال غويانا في عام 1966. تعتبر حالة هذه المقاطعة مرتبطة باتفاقية جينيف التي وقعت عليها الولايات المتحدة وفنزويلا وغيانا البريطانية في السابع والعشرين من فبراير عام 1966. تنص هذه الاتفاقية على أن الأطراف ستوافق على إيجاد حل عملي وسلمي ومرضٍ للنزاع.

## التاريخ
في عام 1648، وقعت إسبانيا على اتفاقية سلام مونستر مع الجمهورية الهولندية وبموجبها اعترفت إسبانيا باستقلال الجمهورية وبالممتلكات الهولندية الصغيرة الواقعة شرقي نهر إيسيكيبو، ضمن مقاطعة غويانا الإسبانية. دمرت السلطات الإسبانية هذه المستوطنات الجديدة وتنازعت عليها مرارًا وتكرارًا.
نُشِرت الموسوعة الفرنسية في النصف الثاني من القرن الثامن عشر، وذكرت أن الحدود تقع على نهر إيسيكيبو. أنشأت إسبانيا القيادة العامة لفنزويلا في عام 1777، وفي ذاك الحين، أُعيد التصريح بأن نهر إيسيكيبو هو الحد الطبيعي بين مقاطعة إسبانيا والمستعمرة الهولندية في إيسيكيبو. صدر تقرير عن السلطات الإسبانية بتاريخ العاشر من يوليو عام 1788 وفيه قدمت اعتراضًا رسميًا على توسع هولندا في مقاطعتها، واقترحت خطًا حدوديًا:
صُرّحَ أن الضفة الجنوبية لأورينوكو من نقطة باريما، وباتجاه خليج كوروشيما هي أرض منخفضة ومستنقعية، وبالتالي منطقة عديمة الفائدة، وأن البقع الخصبة من هذه الأراضي قليلة جدًا، وبالكاد توجد أية مساحات سافانا أو مراعٍ، فتم تجاهلها. وباتخاذ قاعدة رئيسية خليج كروشيما المذكور أو نقطة السلسلة والمرتفعات في الذراع الكبير لإماتاكا، سيرسم خط تخيلي باتجاه الجنوب الشرقي متبعًا منحدرات المرتفعات التي تحمل الاسم عينه، والتي تقطعها أنهار أغير وآراتور وأماكورو وغيرها، وعلى مسافة 20 فرسخ مباشرة باتجاه كويوني؛ من هناك سيمتد إلى ماساروني وإيسيكيبو بموازاة مصادر بيربيس وسوريناما؛ وهذا هو الخط التوجيهي للمسار الذي يجب اتباعه من قبل المؤسسات والمستوطنات الجديدة المقترحة.
لم يُوضع إطلاقًا أي حد بين الممتلكات الهولندية والإسبانية. وبموجب الاتفاقية الإنكليزية الهولندية عام 1814، نُقلت المستعمرات الهولندية ديميرارا وبيربايس وإيسيكيبو إلى بريطانيا العظمى. في عام 1831، دمجت بريطانيا كلًا من بيربايس وديميرارا وإيسيكيبو مع غيانا البريطانية، وشكل نهر إيسيكيبو حدها الغربي، على الرغم من وجود العديد من المستوطنين البريطانيين غربي إيسيكيبو. في عام 1822، اشتكى خوسيه رافائيل ريفيغنا -وزير غران كولومبيا المفوض إلى بريطانيا- إلى الحكومة البريطانية بتوجيه من سايمون بوليفار بشأن وجود المستوطنين البريطانيين في القسم الذي تطالب به فنزويلا: «سلب مستعمرو ديميرارا وبيربايس قسمًا كبيرًا من الأرض التي تنتمي إلى بلدنا في غربي نهر إيسيكيبو، وذلك بموجب الاتفاقيات الحديثة بين إسبانيا وهولندا. من الضروري جدًا وضع هؤلاء المواطنين تحت طاعتنا وسلطتنا القضائية أو أن ينسحبوا إلى ممتلكاتهم السابقة».
في عام 1824، عينت فنزويلا خوسيه مانويل هورتادو سفيرها الجديد إلى بريطانيا. قدّم هورتادو رسميًا مطلب الحكومة الفنزويلية بحدود نهر إيسيكيبا إلى بريطانيا وهو الأمر الذي لم تعترض عليه بريطانيا. وعلى أي حال، استمرت الحكومة البريطانية بتعزيز السيطرة الاستعمارية على الأراضي غرب نهر إيسيكيبو في السنوات التالية.

### خط شومبورك
في عام 1835، وتحت رعاية الجمعية الجغرافية الملكية، أجرى المستكشف المولود في ألمانيا وعالم الطبيعة روبرت هيرمان شومبورك استكشافًا نباتيًّا وجغرافيًا لغيانا البريطانية. أثمر الأمر برسم للأرض يبين الحد الغربي الذي طالبت به هولندا وذلك وفقًا لاعتقاده. وكنتيجة لذلك، فوضته الحكومة البريطانية في عام 1840 ليمسح حدود غيانا. نتج عن هذا المسح ما يعرف باسم «خط شومبورك». نُشر الرسم الأولي لشومبورك في عام 1840، وكان الإصدار الوحيد عن «خط شومبورك» حتى عام 1886، وهو ما تسبب لاحقًا باتهامات رئيس الولايات المتحدة غروفر كليفلاند بإطالة الخط «بطريقة غامضة».
تجاوز الخط منطقة الاحتلال البريطاني، ومنح غيانا البريطانية سيطرة على مصب نهر أورينوكو. وفقًا لشومبورك، لم يشمل كامل المنطقة التي قد تطالب بها بريطانيا شرعيًا. عارضت فنزويلا وضع شومبورك لعلامات الحدود على نهر أورينوكو، وفي عام 1844 طالبت بكامل غيانا غربي نهر إيسيكيبو. وفي عام 1844 أيضًا، تم تجاهل الاقتراح البريطاني المقدم لفنزويلا لتعديل الحدود بغية إعطاء فنزويلا السيطرة الكاملة على مصب نهر أورينوكو والأراضي المجاورة له. في عام 1850، وصلت بريطانيا وفنزويلا إلى اتفاقية وافقتا بموجبها على عدم استعمار الأرض المتنازع عليها وذلك على الرغم من عدم تحديد بداية هذه الأرض ونهايتها. لم يُذكر الخلاف حتى عام 1876، وذلك عندما تأسست مناجم الذهب التي يسكنها ناطقو اللغة الإنجليزية في حوض كويوني، الذي كان أرضًا فينزويلية وراء خط شومبورك، لكنه ضمن المنطقة التي اعتقد شومبورك أن بريطانيا قد تطالب بها. في عام 1876، أكدت فنزويلا من جديد على مطلبها الممتد حتى نهر إيسيكيبو، وردت بريطانيا على الأمر بمطالبة مضادة تشمل حوض كويوني بأكمله، بالرغم من كون ذلك مطلبًا ورقيًا، لم تنو بريطانيا متابعته. في الحادي والعشرين من شهر فبراير عام 1881، اقترحت فنزويلا بداية خط الحدود بميل واحد إلى شمال نهر موروكا، ليمتد باتجاه الغرب إلى خط الطول 60 ويتجه جنوبًا على امتداد خط الطول ذاته. كان ذلك سيمنح مقاطعة باريما إلى فنزويلا. في أكتوبر عام 1886، أعلنت بريطانيا أن خط شومبورك هو حد مؤقت لغيانا البريطانية، وفي فبراير عام 1887، قطعت فنزويلا العلاقات الدبلوماسية. في عام 1894، ناشدت فنزويلا الولايات المتحدة التدخل، متخذة مبدأ مونرو مبررًا لها. لم ترغب الولايات المتحدة في التدخل فلم يتجاوز الأمر اقتراحها إمكانية التحكيم.

### أزمة فنزويلا في عام 1895
أصبح النزاع الطويل أزمة دبلوماسية في عام 1895. وظفت فنزويلا ويليام ليندسي سكراغز بصفته عضو مجموعة الضغط في واشنطن العاصمة. أخذ سكراغز حجة فنزويلا بأن بريطانيا انتهكت مبدأ مونرو. استخدم سكراغز تأثيره لجعل حكومة الولايات المتحدة تقبل مطلبه بالاشتراك في الأمر. تبنى الرئيس غروفر كليفلاند تفسيرًا واسعًا للمبدأ الذي لم يمنع المستعمرات الأوروبية الحديثة، وإنما أعلن الاهتمام الأميركي في أي قضية ضمن نصف الكرة الأرضية. أساء كل من رئيس الوزراء البريطاني لورد ساليسبوري والسفير البريطاني إلى الولايات المتحدة لورد بونسيفوت حكمهما على الأهمية التي وضعتها الحكومة الأميركية في النزاع. أصبحت القضية الرئيسة للأزمة هي الرفض البريطاني لضم الأرض الواقعة شرقي خط شومبورك في الحكم الدولي المقترح. وفي النهاية، تراجعت بريطانيا وقبلت ضمنيًا حق الولايات المتحدة في التدخل بموجب مبدأ مونرو. أجبر تدخل الولايات المتحدة بريطانيا على قبول التحكيم على كامل الأرض المتنازع عليها.